# Maritime Sydøstasien
Det maritime Sydøstasien (set i modsætning til fastlands-Sydøstasien, der til dagligt omtales som Indokina) består af landene Brunei, Indonesien, Malaysia, Filippinerne, Singapore og Østtimor. Fra det 16. århundrede begyndte man til tider også at anvende begrebet "Ostindien" og fra det 19. århundrede "Det Malajiske Arkipelago" om samme område.